# Labetalol
Labetalol (łac. labetalolum) – wielofunkcyjny organiczny związek chemiczny, lek stosowany w leczeniu nadciśnienia tętniczego, o działaniu blokującym receptory adrenergiczne zarówno α1, jak i β1 oraz β2.

## Mechanizm działania
Labetalol prezentuje mechanizm działania, w którym obniżenie ciśnienia tętniczego wywołane jest zmniejszeniem głównie oporu naczyń obwodowych, natomiast pomimo obniżenia tętna podczas wysiłku zostaje utrzymana pojemność minutowa serca, poprzez zwiększenie objętości wyrzutowej. Działanie blokujące receptorów β jest 3 razy silniejsze przy podaniu doustnym i 7 razy silniejsze przy podaniu dożylnym niż blokada receptorów α. W stosowanych dawkach labetalol nie wykazuje wewnętrznej aktywności sympatykomimetycznej. Odruchowy częstoskurcz nie występuje dzięki blokadzie receptorów β1. Łączne stosowane labetalolu z halotanem w znieczuleniu ogólnym wzmacnia wyraźnie działanie obniżające ciśnienie tętnicze.

## Zastosowanie
- nadciśnienie tętnicze[5]
- nadciśnienie tętnicze w II i III trymestrze ciąży[3]

Labetalol nie jest dopuszczony do obrotu w Polsce (2019)

## Stereochemia
Labetalol zawiera dwa centra stereogeniczne i występuje w postaci czterech stereoizomerów. Produkt farmaceutyczny jest ich mieszaniną w równych ilościach. Stereoizomer RR jest aktywny wobec receptorów β, stereoizomer SR jest aktywny wobec receptorów α, natomiast SS i RS są nieaktywne biologiczne.
| Stereoizomery labetalolu | Stereoizomery labetalolu |
| ------------------------ | ------------------------ |
| Numer CAS: 75659-07-3    | Numer CAS: 83167-24-2    |
| Numer CAS: 83167-32-2    | Numer CAS: 83167-31-1    |

## Działania niepożądane
Labetalol może powodować następujące działania niepożądane u ponad 2% pacjentów: zmęczenie, ból głowy, nudności, dyspepsja, zawroty głowy, blokada nosa, zaburzenia ejakulacji, duszność.